# Randia obcordata
Randia obcordata är en måreväxtart som beskrevs av Sereno Watson. Randia obcordata ingår i släktet Randia och familjen måreväxter. Inga underarter finns listade i Catalogue of Life.